# Siradan
Siradan é uma comuna francesa na região administrativa de Occitânia, no departamento dos Altos Pirenéus. Estende-se por uma área de 2,74 km². Em 2010 a comuna tinha 287 habitantes (densidade: 104,7 hab./km²).